# 494-й артиллерийский полк
494-й артиллерийский полк — воинское соединение Вооружённых сил СССР в составе 164-я стрелковой дивизии, принимавшее участие в Советско-финляндской войне (1939—1940) и Второй мировой войне.

## История
Участвовал в боевых действиях: в составе 164-я стрелковой дивизии (1-го формирования) 22.06.1941 — 27.12.1941, с июля 1942 в составе 164-я стрелковой дивизии (2-го формирования).
С 1957 г. 494-й артиллерийский полк дислоцировался в окрестности г. Ереван — пос. Канакер. 494-й ап тогда входил в состав 73-й Краснознамённой механизированной Витебской дивизии, перемещенной из г. Чкалов (Оренбург) Уральского Военного Округа.